# Jume ni konnicsiva (Willow Town monogatari)
A Jume ni konnicsiva (Willow Town monogatari) (夢にこんにちは～ウイロータウン物語～; Hepburn: Yume ni Konnichiwa ~Willow Town Monogatari~) Okui Maszami 2. kislemeze, mely 1993. november 26-án jelent meg a King Records kiadó által. A Tanosii Willow Town anime nyitó és záródalát tartalmazza. Mivel maga az anime gyerekek részére készült, ezért maguk a dalok is gyerekesek lettek. A lemez nem került fel az Oricon japán lemezeladási listájára.

## Dalok listája
1. Jume ni konnicsiva (Willow Town monogatari) (夢にこんにちは～ウイロータウン物語～) 3:10
2. Liverpool he oide (リバプールへおいで) 2:33
3. Jume ni konnicsiva (Willow Town monogatari) (off vocal version) (夢にこんにちは～ウイロータウン物語～) 3:10
4. Liverpool he oide (off vocal version) (リバプールへおいで) 2:33